# Museos en la Noche (Uruguay)
Museos en la Noche es una iniciativa cultural en Uruguay celebrada en el mes de diciembre, en la cual los museos y sitios de interés cultural abren sus puertas en un horario no habitual en busca de incentivar a los ciudadanos a descubrir sus museos y conocer el acervo que estos protegen. 

## Creación
Si bien fue creada en 2005 como una iniciativa de la Dirección Nacional de Cultura del Ministerio de Educación y Cultura, el evento está inspirado en la Lange Nacht der Museen creada en Berlín en 1997.
En Uruguay el evento se realiza de forma anual desde hace dieciséis años, específicamente en el segundo viernes de diciembre e involucra a museos tanto públicos como privados. 
Se estima que alrededor de 80 mil personas participan de las propuestas culturales que los museos proponen para dicha jornada. 
En el año 2020, debió suspenderse debido al crecimiento de contagios de covid-19.

## Características
Todos los museos de los diecinueve departamentos del país abren sus puertas, la propuesta de museos en Uruguay es variada, desde museos históricos culturales, de arte, de acontecimientos históricos y otras instituciones. 

#### Montevideo
En Montevideo participan todos los museos tanto bajo la Dirección Nacional de Cultura como del Departamento de Cultura de Montevideo, tales como el Museo Histórico Nacional, el Museo Histórico Departamental, el Museos de Arte Precolombino, el Museo Torres García, entre otros. Además de museos en la jornada instituciones como el Teatro Solís, la Casa de Gobierno y el Banco República abren las puertas de sus sedes, las cuales son consideradas ampliamente de interés patrimonial.   
Debido a la alta demanda de personas, durante el evento operan dos líneas de transporte urbano, las cuales realizan un circuito por diferentes museos y sitios culturales.